# Jan Kazimierz Pirożyński
Jan Kazimierz Pirożyński (ur. 12 kwietnia 1903 we Lwowie, zm. 5 października 1978 w Londynie) – polski inżynier rolnictwa, urzędnik II Rzeczypospolitej.

## Życiorys
Urodził się 12 kwietnia 1903 we Lwowie. Ukończył studia na oddziale rolniczym Wydziału Rolniczo-Lasowego Szkoły Politechnicznej we Lwowie (późniejsza Akademia Rolnicza w Dublanach) z tytułem inżyniera agronoma (rolnika). W Dublanach był założycielem klubu młodzieżowego „Monte Carlo”.
Będąc uczniem gimnazjum w 1919 brał udział w wojnie polsko-ukraińskiej. W 1920 uczestniczył w wojnie polsko-bolszewickiej w szeregach 2 kompanii karabinów maszynowych 240 pułku piechoty Armii Ochotniczej.
Przed 1939 pracował w Okręgowym Urzędzie Ziemskim we Lwowie, w okręgowym Towarzystwie Rolniczym w Przemyślu, później jako inżynier rolnictwa w wydziałach powiatowych w Rawie Ruskiej oraz w Żydaczowie, gdzie do 1939 był agronomem powiatowym. Po wybuchu II wojny światowej w grudniu 1939 został aresztowany przez sowietów. Był więziony w Żydaczowie, w Stryju, następnie przetransportowany w głąb ZSRR i skazany na karę 8 lat pracy przymusowej. Osadzony w więzieniu w Starobielsku, po czym wywieziony do łagrów w lasach archangielskich. W wyniku amnestii odzyskał wolność w 1941. Następnie jako delegat ambasady rządu RP na uchodźstwie został przydzielony do Aktubińska i działał w zakresie opieki. Później został ponownie aresztowany, po czym karnie wydalony z ZSRR w listopadzie 1942. Następnie wstąpił do Armii Polskiej na Wschodzie w styczniu 1943 w Teheranie, z którą przeszedł Bliski Wschód, po czym wstąpił do lotnictwa i 23 czerwca 1944 trafił do Wielkiej Brytanii. Do końca wojny służył w Polskich Siłach Powietrznych w Blackpool i Royal Air Force.
Pod koniec 1945 przydzielony do Centrum Wyszkolenia Piechoty w Crieff. Został wykładowcą w szkole rolniczej w Auchterarder. W tym miejscu wydał trzy skrypty do nauki Zasady hodowli zwierząt, Zasady żywienia zwierząt domowych, Chów bydła). Potem wykładał na kursach dla żołnierzy, będąc kierownikiem w Findo Gask i Foxley. Pod koniec 1949 przystąpił do Polskiej Spółki Ogrodniczej „Agricraft” Trading Society Ltd. w Kent, pełniąc funkcje sekretarza i kierownika farmy. W 1950 został wykładowcą w Polskiej Szkole Rolniczej w Glasgow, której był dyrektorem do jej rozwiązania w 1952.
Później przeniósł się do Londynu i w dalszym ciągu dokształcał się. Do emerytury pracował w laboratorium na Wydziale Chemii w Borough Polytechnic. Współzałożyciel i wieloletni prezes Związku Rolników Polskich w Wielkiej Brytanii. Był współautorem publikacji pt. Plon, opisującej farmy polskie w Wielkiej Brytanii. 3 czerwca 1973 został wybrany prezesem ZRP, później także sekretarzem. Redagował „Wiadomości Rolnicze”. był autorem pracy pt. Akademia Rolnicza w Dublanach, opublikowanej w „Zeszytach Lwowskich” 5/1974. Współpracował z Kołem Lwowian w Londynie. Pozostawił pamiętniki i wspomnienia.
Zmarł 5 października 1978 w Londynie. Był żonaty z Wandą, z którą miał córkę Teresę i syna Krzysztofa (doktor paleomikologii).

## Odznaczenia
- Odznaka pamiątkowa „Orlęta”[3]
- Krzyż Ochotniczy[3]